# Clube Sportivo Capelense
O Clube Sportivo Capelense (acrônimo: CSC) é um clube de futebol brasileiro sediado em Capela, no estado do Alagoas.
Ele disputa atualmente a 2ª divisão do Campeonato Alagoano de Futebol, sendo o 4ª clube que mais conquistou campeonatos estaduais, conquistando à divisão de elite 3 vezes (em 1959, 1962, 1989). Mas com tempo acabou perdendo espaço pro Coruripe no cenário futebolístico alagoano.
Ele ostenta uma grande rivalidade com o CRB, CSA, ASA, Penedense e o Ipanema, clubes antigos e tradicionais no estado chegando a decidir várias vezes o campeonato, e também com outros 2 clubes sediados em sua cidade o Canavieiro e o Capela.

## História

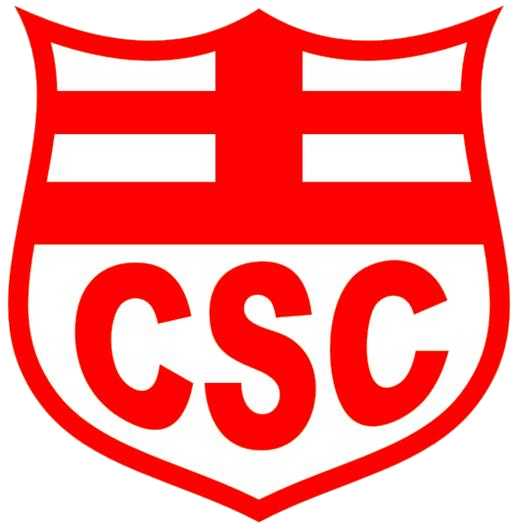
Escudo anterior utilizado pelo clube.

O clube foi fundado no dia 4 de abril de 1946, tendo como sua primeira participação no Campeonato Alagoano em 1959, comandado pelo Horácio Gomes, foi campeão no mesmo ano, vencendo o CRB na final, pelo placar agregado de 6 a 2, se classificando para a Taça Brasil do ano seguinte. Na Taça Brasil, o Capelense enfrentou o Bahia, no primeiro jogo, em Salvador, perdeu por 2 a 0, no segundo jogo, em Capela, perdeu novamente, pelo placar de 2 a 1, sendo eliminado da competição.
A dose foi repetida em 1962, quando conquistou outro título de campeão disputando com o Estivadores. Na decisão ganhou o primeiro jogo e empatou o segundo. 
Depois, apesar de estar sempre presente, não conseguiu repetir o bom desempenho dos anos anteriores. Como tantos outros clubes, terminou se afastando da competição oficial do futebol alagoano por motivos financeiros. No início dos anos oitenta, conseguiu retornar com altos e baixos. Somente em 1989 é que voltou a brilhar. O Capelense se sagrou campeão alagoano de forma indiscutível, depois de vencer os três turnos disputados.
Com o título de 1989, o clube ganhou o direito de participar da 2ª edição da Copa do Brasil, disputando duas partidas contra o Flamengo-RJ, mas não teve sucesso. Foi goleado duas vezes, por 5 a 1 na Gávea e por 4 a 0 jogando em Alagoas.
Com o passar o tempo, o Capelense não se firmou no cenário estadual. Em 1991, o clube parou as atividades e ficou 14 anos longe das competições. Voltou em 2005 para a disputa do Campeonato Alagoano da Segunda Divisão, mas só conquistou o acesso à elite do estadual em 2008. No ano seguinte, foi rebaixado e, de lá pra cá, não teve mais forças para retornar ao futebol.

## Títulos
| ESTADUAIS | ESTADUAIS                        | ESTADUAIS | ESTADUAIS         |
|           | Competição                       | Títulos   | Temporadas        |
| --------- | -------------------------------- | --------- | ----------------- |
|           | Campeonato Alagoano              | 3         | 1959, 1962 e 1989 |
|           | Campeonato Alagoano - 2ª Divisão | 1         | 2008              |